# Kolumna składu
Kolumna składu – jest to obszar, w którym są zamknięte wszystkie elementy składające się na dany tekst. Czytelnik czytając, wędruje wzrokiem od lewej strony tekstu do prawej ruchem będącym serią krótkich skoków (ok. 12 znaków). Właściwa szerokość kolumny pozwala oczom na wykonanie 5 lub 6 takich skoków przed rozpoczęciem następnego wiersza. Idealny wiersz powinien mieć około 66 znaków (10–12 wyrazów).